# 5 (Ed Sheeran)
5 è un cofanetto del cantautore britannico Ed Sheeran, pubblicato il 12 maggio 2015 con doppia etichetta Gingerbread Man e Atlantic. Comprende i cinque EP pubblicati da indipendente prima della notorietà.

## Tracce

### You Need Me
1. You Need Me, I Don't Need You – 4:05
2. So – 4:28
3. Be Like You – 3:38
4. The City – 4:26
5. Sunburn – 4:26

### Loose Change
1. Let It Out – 3:51
2. Homeless – 3:30
3. Little Bird – 3:46
4. Sofa – 3:19
5. One Night – 3:26
6. Firefly – 4:15
7. The City (live at Sticky Studios) – 5:06
8. Firefly (Bravado Dubstep remix) – 4:29

### Songs I Wrote with Amy
1. Fall – 2:43
2. Fire Alarms – 2:24
3. Where We Land – 3:03
4. Cold Coffee – 4:14
5. She – 4:04

### Live at the Bedford
1. The A Team – 5:22
2. Homeless – 3:45
3. The City – 5:07
4. Fall – 2:31
5. Wake Me Up – 5:00
6. You Need Me, I Don't Need You – 9:50

### No. 5 Collaborations Project
1. Lately (feat. Devlin) – 4:32
2. You (feat. Wiley) – 3:26
3. Family (feat. P Money) – 4:15
4. Radio (feat. Jme) – 3:41
5. Little Lady (feat. Mikill Pane) – 5:31
6. Drown Me Out (feat. Ghetts) – 4:24
7. Nightmares (feat. Random Impulse, Sway e Wretch 32) – 4:05
8. Goodbye to You (feat. Dot Rotten) – 5:27